# Calycogonium bairdianum
Calycogonium bairdianum är en tvåhjärtbladig växtart som beskrevs av Skean, Judd, Clase och Peguero. Calycogonium bairdianum ingår i släktet Calycogonium och familjen Melastomataceae. Inga underarter finns listade i Catalogue of Life.